# Ола Джон
Ола Джон (нід. Ola John, нар. 19 травня 1992, Зведру) — нідерландський футболіст ліберійського походження, фланговий півзахисник клубу «Бенфіка».

## Клубна кар'єра
Ола Джон народився в Ліберії. Разом з матір'ю і братами біг у Нідерланди. Його батько загинув під час Першої громадянської війни в Ліберії. Джон більше не повертався на Африканський континент. Як і його брати Коллінз і Педді приєднався до академії «Твенте».
Дебютував за основний склад «Твенте» в сезоні 2010/11 у кубковій грі проти команди «VV Capelle». Він вийшов на заміну замість Насера Шадлі в кінцівці матчу. «Твенте» розгромив суперника з рахунком 4:1. 18 грудня продовжив контракт до 2014 року.
Сезон 2011/12 став справжнім проривом у кар'єрі Джона Ола. Під проводом Ко Адріансе він став основним гравцем і одним з лідерів команди. На груповому етапі Ліги Європи він віддав 6 гольових пасів. У чемпіонаті взяв участь у розгромі «Утрехта», забивши 2 м'ячі. Матч закінчився переконливою перемогою «Твенте» з рахунком 6:2.
24 травня 2012 року Джон перейшов в «Бенфіку». Відіграв за лісабонський клуб наступні півтора сезони своєї ігрової кар'єри, проте основним гравцем так і не став, через що 17 січня 2014 року Джон був орендований «Гамбургом» до кінця сезону.
Влітку 2014 року повернувся до клубу «Бенфіка». 29 травня 2015 року Джон забив переможний гол у ворота «Марітіму» (2:1) в фіналі кубка португальської ліги.
1 вересня 2015 року Джон був відданий в оренду з правом викупу в англійський «Редінг» з Чемпіоншіпа. Відтоді встиг відіграти за клуб з Редінга 16 матчів в національному чемпіонаті.

## Виступи за збірні
2009 року дебютував у складі юнацької збірної Нідерландів, взяв участь у 12 іграх на юнацькому рівні, відзначившись 4 забитими голами.
З 2011 року залучався до складу молодіжної збірної Нідерландів. Разом з командою брав участь у молодіжному чемпіонаті Європи з футболу 2013 року.
В лютому 2012 року був викликаний до складу національної збірної Нідерландів і 6 лютого дебютував у товариському матчі проти збірної Італії. Наразі цей матч залишається єдиним для Оли в футболці «помаранчевих».
7 травня 2012 року Джон був включений Бертом ван Марвейком до попереднього списку з 36 гравців на Євро-2012, проте в остаточну заявку не потрапив.

## Статистика виступів

### Статистика клубних виступів
| Сезон             | Команда           | Чемпіонат         | Чемпіонат | Чемпіонат | Національний кубок | Національний кубок | Національний кубок | Континентальні кубки | Континентальні кубки | Континентальні кубки | Інші змагання | Інші змагання | Інші змагання | Усього | Усього |
| Сезон             | Команда           | Ліга              | Ігор      | Голів     | Ліга               | Ігор               | Голів              | Ліга                 | Ігор                 | Голів                | Ліга          | Ігор          | Голів         | Ігор   | Голів  |
| ----------------- | ----------------- | ----------------- | --------- | --------- | ------------------ | ------------------ | ------------------ | -------------------- | -------------------- | -------------------- | ------------- | ------------- | ------------- | ------ | ------ |
| 2010–11           | «Твенте»          | Е                 | 13        | 1         | КН                 | 3                  | 0                  | ЛЧ+ЛЄ                | 3+5                  | 0+0                  | —             | —             | —             | 24     | 1      |
| 2011–12           | «Твенте»          | Е                 | 33        | 8         | КН                 | 1                  | 0                  | ЛЧ+ЛЄ                | 4+10                 | 0+1                  | СН            | 1             | 0             | 49     | 9      |
| 2012–13           | «Бенфіка»         | ПЛ                | 22        | 0         | КП                 | 3                  | 2                  | ЛЧ                   | 4                    | 1                    | -             | -             | -             | 29     | 3      |
| Усього за кар'єру | Усього за кар'єру | Усього за кар'єру | 36        | 9         |                    | 4                  | 0                  |                      | 20                   | 1                    |               | 1             | 0             | 61     | 10     |

## Титули і досягнення
- Володар Кубка Нідерландів (1):

«Твенте»:  2010–11
- Володар Суперкубка Нідерландів (2):

«Твенте»:  2010, 2011
- Чемпіон Португалії (1):

«Бенфіка»:  2014–15
- Володар Кубка португальської ліги (1):

«Бенфіка»:  2014–15
- Володар Суперкубка Португалії (1):

«Бенфіка»:  2014